# Anabarhynchus montanus
Anabarhynchus montanus är en tvåvingeart som beskrevs av White 1915. Anabarhynchus montanus ingår i släktet Anabarhynchus och familjen stilettflugor. Inga underarter finns listade i Catalogue of Life.